# Digital compact cassette

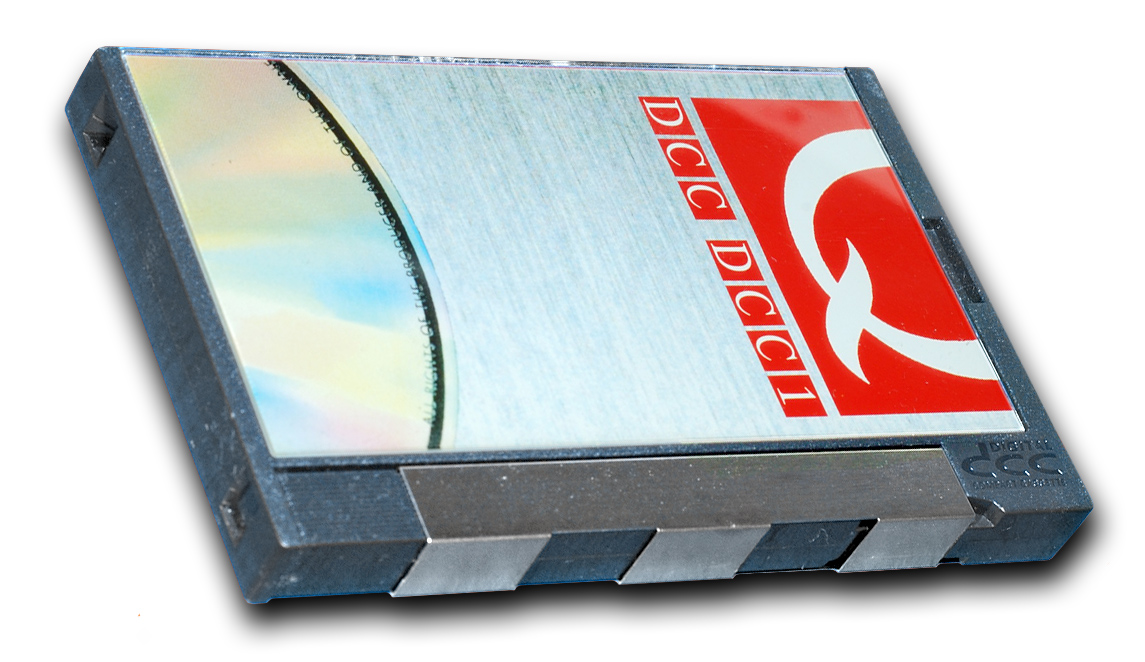
Een digital compact cassette

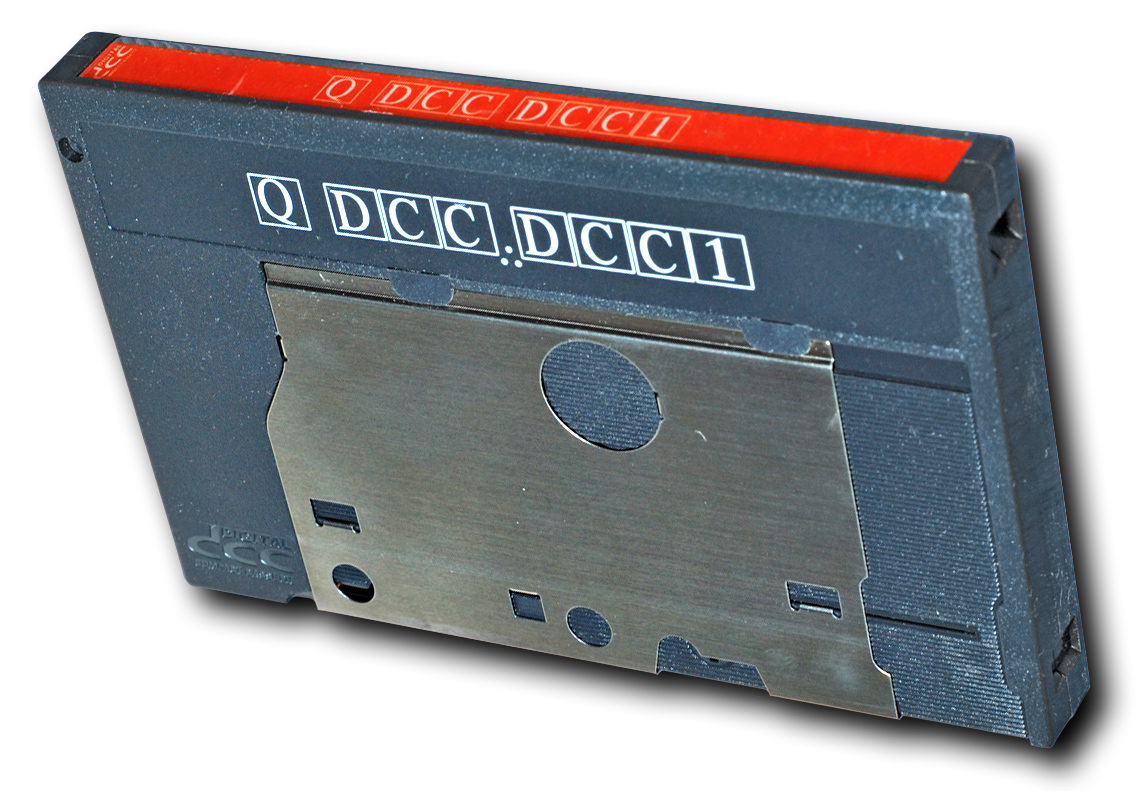
Een digital compact cassette

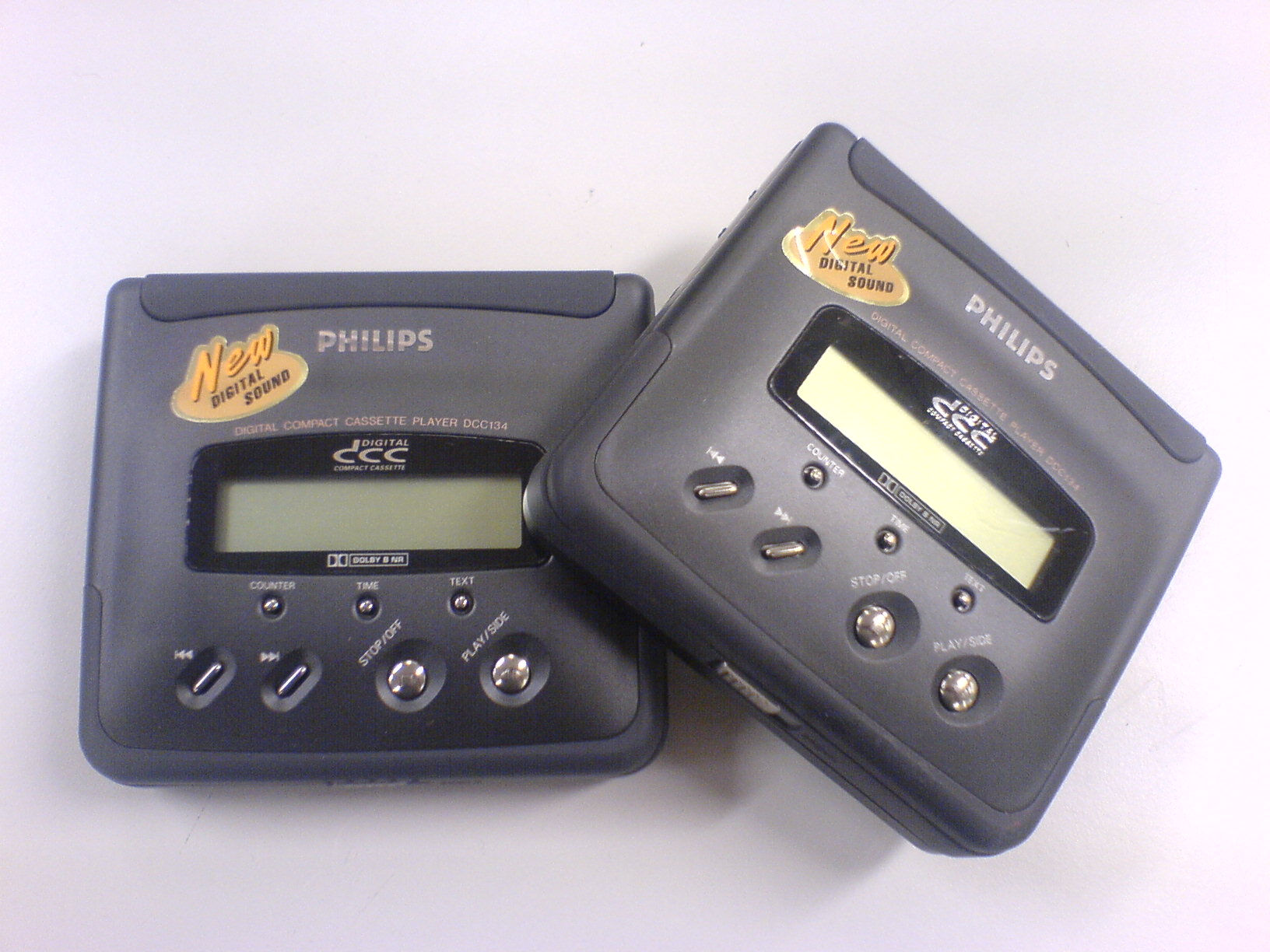
Draagbare dcc-speler

De digital compact cassette of DCC-tape is een compact cassette van hoge kwaliteit waarop geluid digitaal wordt opgeslagen. DCC werd eind 1992 geïntroduceerd door Philips en Matsushita (Technics, Panasonic en JVC).

## Geschiedenis
De DCC was een geluidsdrager voor magnetische bandopnamen, en werd geïntroduceerd als de opvolger van de compact cassette. DCC had commercieel weinig succes en heeft relatief kort bestaan. De DCC moest concurreren met de gelijktijdig geïntroduceerde minidisc. Laatstgenoemde had meer succes, maar kon uiteindelijk ook niet op tegen de beschrijfbare cd en het MP3-formaat. Ook de introductie van high-end DCC-recorders met 18 bitresolutie (in bijvoorbeeld de DCC 730 en DCC 170) mocht niet baten.
Op 31 oktober 1996 kondigde Philips aan te stoppen met de productie van DCC.

## Gebruik
De DCC-tape kan worden opgenomen en afgespeeld met een DCC-speler. Deze speler kan ook analoge compactcassettes afspelen, echter niet opnemen. Er werd gebruikgemaakt van stilstaande koppen en een omkeerbare band waarop per kant 9 parallelle sporen met digitale informatie opgenomen worden. Er wordt gebruikgemaakt van het PASC (Precision Adaptive Sub-band Coding)-compressiesysteem dat digitale opnamen van (bijna) cd-kwaliteit mogelijk maakt. Om het kopiëren tegen te gaan wordt er gebruikgemaakt van SCMS (Serial Copy Management System).

## Tekstinformatie
Bij vooraf opgenomen cassettes werd informatie over het album, de artiest, en de nummers op een apart gegevensspoor geplaatst, gedurende de hele lengte van de band. Hierdoor was het mogelijk voor DCC-spelers om direct deze informatie uit te lezen en op het scherm te kunnen tonen. Daarnaast kon de DCC-speler via dit gegevensspoor ook het beginpunt van andere nummers vinden.
Op DCC-cassettes die beschrijfbaar waren, werd na een stilte een markering geplaatst.

## Gegevensopname
Er was slechts één DCC-recorder, de DCC-175, waarmee gegevens vanaf een pc via een parallelle kabel naar dcc geschreven kon worden. Dit is, anders dan bij DAT, nooit een succes geworden. De DCC-175 werd alleen verkocht in Nederland. Er was een optioneel verkrijgbare multimedia-set, die bestond uit:
- DCC-Link, een interface voor een verbinding naar de parallelle poort.
- DCC-Studio, een softwarepakket voor Windows 3.1 voor het samenstellen en bewerken van dcc-tapes.
- DCC-Backup, een softwarepakket waarmee back-ups tot 500 MB op een dcc-tape gemaakt kon worden.